# Tmetonyx norbiensis
Tmetonyx norbiensis is een vlokreeftensoort uit de familie van de Uristidae. De wetenschappelijke naam van de soort is voor het eerst geldig gepubliceerd in 1987 door Oleröd.